# Indooroopilly Island Conservation Park
Indooroopilly Island Conservation Park är en park i Australien. Den ligger i delstaten Queensland, nära delstatshuvudstaden Brisbane.
Runt Indooroopilly Island Conservation Park är det mycket tätbefolkat, med 1 573 invånare per kvadratkilometer.. Närmaste större samhälle är Brisbane, nära Indooroopilly Island Conservation Park.
Runt Indooroopilly Island Conservation Park är det i huvudsak tätbebyggt. Genomsnittlig årsnederbörd är 1 424 millimeter. Den regnigaste månaden är januari, med i genomsnitt 275 mm nederbörd, och den torraste är oktober, med 21 mm nederbörd.